# Epidendrum adnatum
Epidendrum adnatum är en orkidéart som beskrevs av Oakes Ames och Charles Schweinfurth. Epidendrum adnatum ingår i släktet Epidendrum och familjen orkidéer. Inga underarter finns listade i Catalogue of Life.